# Mitreo dei Serpenti
Il Mitreo dei Serpenti (V,VI,5) era un mitreo, luogo di culto del mitraismo, che si trovava nella regio V della città romana di Ostia.

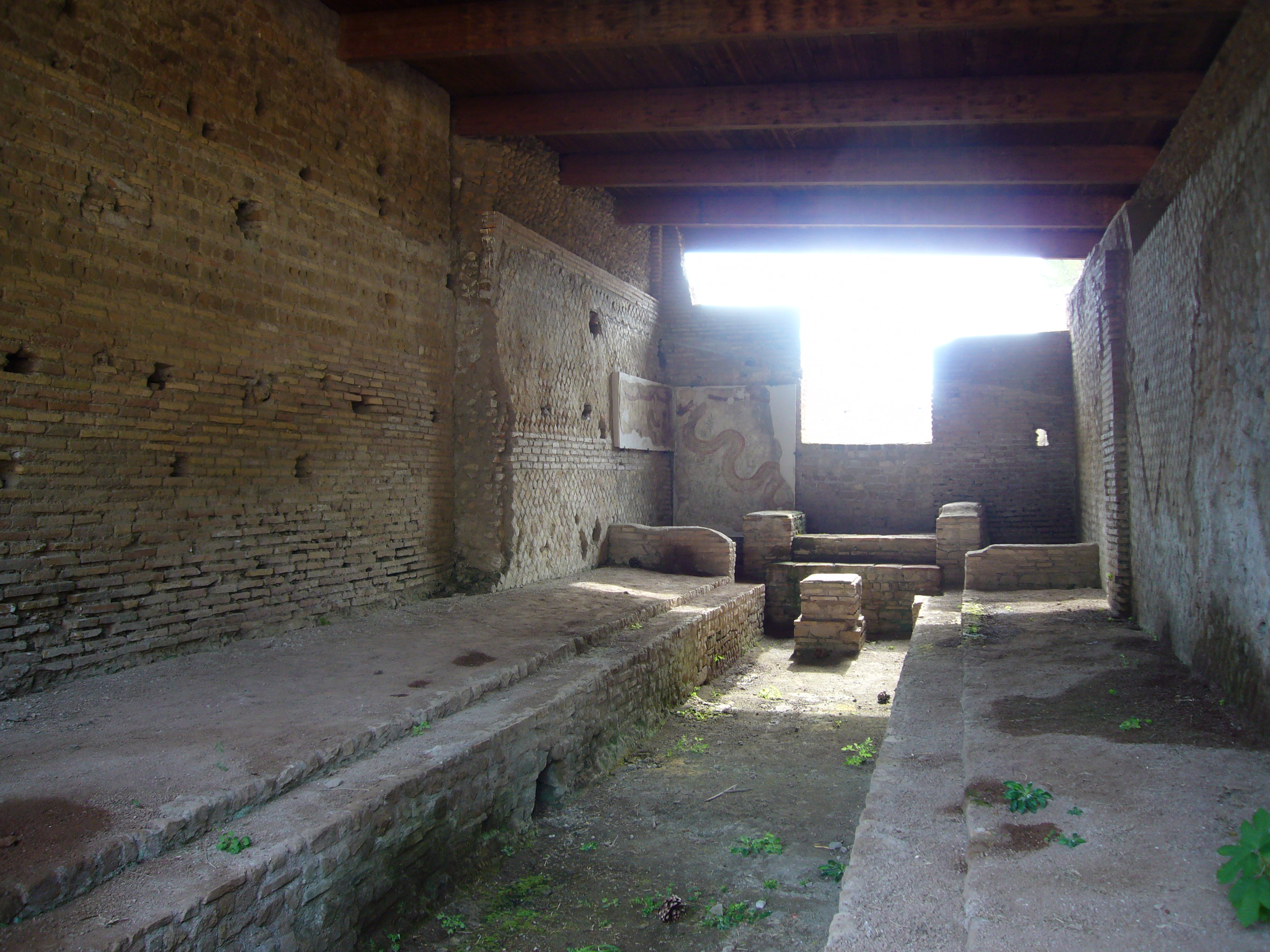
Vista del mitreo verso l'altare

## Descrizione
Il mitreo, che si trova all'interno di un caseggiato (V,VI,4) a sud del decumano massimo e a nord della via della Fortuna annonaria, deve il nome ad un affresco rappresentante due serpenti, risalente ad un'epoca precedente alla costruzione del luogo di culto risalente alla terza metà del III secolo d.C., e mantenuto quale simbolo dell'elemento terra, che aveva un ruolo importante anche nel mitraismo.
Dell'edificio a cui appartiene il mitreo, non si sa molto, se non che era destinato a botteghe. Al mitreo, che occupava uno spazio rettangolare allungato di circa 60 m² e che risale alla seconda metà del III secolo d.C., si accedeva dal lato corto settentrionale.
Sulla parete est si trova l'affresco di un serpente femminile, e su quella nord, quello di un serpente con la cresta, quindi maschile. I podi laterali sono stati costruiti con muratura di pietrisco e in fondo i quanto resta di un piccolo altare in muratura. Nulla resta della pavimentazione, normalmente mosaicata.
Le pareti occidentali del mitreo sono costruite in tufo in opera reticolata, databili al I secolo a.C., mentre quelle orientali risalgono a due distinte fasi lavorative posteriori, del II e III secolo d.C. .